# Monastir (Tunesië)
Monastir (Arabisch:مـنسـتير) is een stad in Tunesië aan de Golf van Hammamet. Het is een oude havenstad, gebouwd op de ruïnes van de Fenicische, Carthaagse en Romeinse stad Ruspina uit de oudheid. Het heeft een grote ribat (versterkt klooster), een mausoleum en een grote moskee. De havens van Monastir zijn omringd door twee eilandjes die de ‘Cap de Monastir’ genoemd worden.
In Monastir is een kerkhof met een groot mausoleum ernaast ter ere van de familie Bourguiba. Habib Bourguiba (1903-2000), afkomstig uit Monastir, was een vrijheidsstrijder en de latere eerste president van de Republiek Tunesië. Het ribat is gebouwd in de achtste eeuw en nu is het gerestaureerd. Het is gebruikt als decor voor meerdere films, waaronder Monty Python's Life of Brian.

## Geboren in
- Habib Bourguiba (1903-2000), president van Tunesië
- Hédi Nouira (1911-1993), premier van Tunesië
- Amel Majri (1993), Frans voetbalster